# Tessaria absinthioides

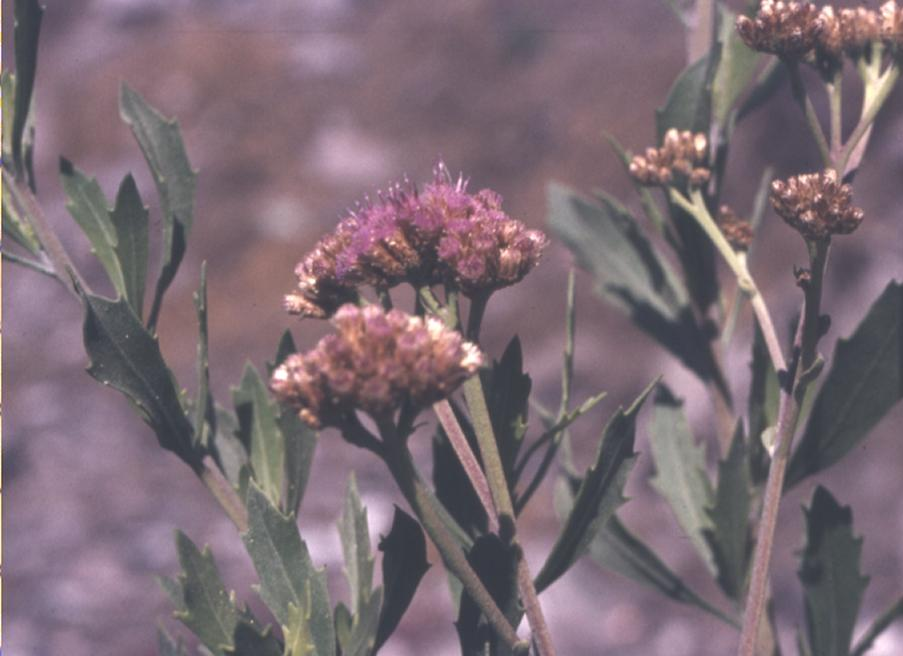
T. absinthioides

Tessaria absinthioides es una especie de planta con flores de la familia de las asteráceas. Nombres comunes: brea, sorona, soroma, chilquilla, peril, pájaro bobo, suncho, suncho rosado.

## Descripción
Es una planta sufrútice (leñosa en la base y herbácea en la zona superior) o subarbusto de follaje perennifolio de color verde azulado claro a verde claro grisáceo, con hojas alargadas de borde dentado y flores en capítulos, de color rosáceo pálido a rosado fuerte. Florece desde diciembre hasta marzo. Se reproduce a través de propágulos. Conforma comunidades junto con especies de los géneros Atriplex, Baccharis, Distichlis y Salicornia, todas ellas plantas halófilas.

## Distribución y hábitat
Se distribuye en Argentina, Bolivia, Chile, Paraguay, Perú, Uruguay y sur de Brasil.
Se adapta a diversidad de tipos de suelo en cuanto a su textura, concentración salina y grado de humedad, tanto en zonas mediterráneas como en áreas costeras, en varios tipos de ecosistemas.

## Usos
Sus hojas y raíces, maceradas o en infusión, tienen propiedades medicinales antiinflamatorias, debido a su elevada capacidad inhibitoria de la familia de enzimas hialuronidasa que degrada el ácido hialurónico presente en el líquido sinovial de las articulaciones y en el colágeno de la piel.
Se utiliza asociado con cinamomo (Melia azedarach) como repelente de insectos y controlador de plagas, sin alterar el medio ambiente.